# 곤쟁이목
곤쟁이목(Mysida)은 크릴이나 작은 새우와 비슷한 갑각류 분류군의 하나로 연갑강 낭하상목에 속하는 목이다. 대부분의 크기가 5~25mm이고 연한 색을 띠거나 투명하다. 암컷이 가슴마디 뒤의 육아낭에서 유충을 키운다. 전 세계에 분포하며 바다와 민물 모두에서 발견된다. 곤쟁이를 포함하고 있다.

## 하위 과
- 곤쟁이과 (Mysidae)
- Petalophthalmidae